# هيئة شؤون الأسرى والمحررين
هيئة شؤون الأسرى والمحررين تأسست وزارة شؤون الأسرى والمحررين عام 1998 تحت اسم «وزارة شؤون الأسرى»، وكان أول وزير لها هو هشام عبد الرازق ضمن الحكومة الفلسطينية الثالثة، ومنذ عام 2014، تحولت وزارة شؤون الأسرى والمحررين إلى هيئة شؤون الأسرى والمحررين، وبهذا تتبع مباشرة إلى منظمة التحرير الفلسطينية، ووفقًا لهذا تصبح الهيئة إحدى مكونات منظمة التحرير، وعين الوزير عيسى قراقع كأول رئيس للهيئة.

## مهام الهيئة
هي الجهة الرسمية الفلسطينية المسؤولة عن رعاية وعناية شؤون الأسرى والمعتقلين الذين تعتقلهم قوات الإحتلال الإسرائيلي نتيجة خلفياتهم الوطنية ومقاومتهم للاحتلال، ويختص عمل الهيئة بفئة الأسرى والمحررين وذويهم، وذلك بتحمل مسؤوليات القيام بواجباتهم الإنسانية والوطنية والأخلاقية والاجتماعية والقانونية والسياسية على كافة الأصعدة والمستويات، وتقديم الخدمات المناسبة لهم، وتوفير حياة كريمة للأسرى والمحررين وذويهم.

## رؤساء الهيئة
| الرقم | الاسم                       | صورة                          | مجلس الوزراء                    | مسمى المنصب                     | تاريخ البدء    | تاريخ الانتهاء           | ملاحظات                  |
| ----- | --------------------------- | ----------------------------- | ------------------------------- | ------------------------------- | -------------- | ------------------------ | ------------------------ |
| 1     | هشام علي حسن عبد الرازق     |                               | حكومة ياسر عرفات الثالثة        | وزير دولة لشؤون الأسرى          | 9 أغسطس 1998   | 13 يونيو 2002            | [ 4 ]                    |
| 1     | هشام علي حسن عبد الرازق     |                               | حكومة ياسر عرفات الرابعة        | رئيس هيئة شؤون الأسرى والمحررين | 13 يونيو 2002  | 29 أكتوبر 2002           | ليس عضوًا في مجلس الوزراء |
| 1     | هشام علي حسن عبد الرازق     |                               | حكومة ياسر عرفات الخامسة        | وزير شؤون الأسرى والمعتقلين     | 29 أكتوبر 2002 | 30 مارس 2003             | [ 7 ]                    |
| 1     | هشام علي حسن عبد الرازق     |                               | حكومة محمود عباس                | وزير شؤون الأسرى والمعتقلين     | 30 مارس 2003   | 5 أكتوبر 2003            | [ 8 ]                    |
| 2     | جواد خليل حسن الطيبي        |                               | حكومة أحمد قريع الأولى          | وزير شؤون الأسرى والمحررين      | 5 أكتوبر 2003  | 12 نوفمبر 2003           | [ 9 ]                    |
| 3     | هشام علي حسن عبد الرازق     |                               | حكومة أحمد قريع الثانية         | وزير شؤون الأسرى والمحررين      | 11 نوفمبر 2003 | 24 فبراير 2005           | [ 10 ]                   |
| 4     | سفيان أبو زايدة             |                               | حكومة أحمد قريع الثالثة         | وزير شؤون الأسرى                | 24 فبراير 2005 | 27 مارس 2006             | [ 11 ]                   |
| 5     | وصفي مصطفى عزت قبها         |                               | حكومة إسماعيل هنية الأولى       | وزير شؤون الأسرى والمحررين      | 27 مارس 2006   | 17 مارس 2007             | [ 12 ]                   |
| 6     | سليمان محمود موسى أبو سنينة |                               | حكومة إسماعيل هنية الثانية      | وزير شؤون الأسرى والمحررين      | 17 مارس 2007   | 14 يونيو 2007            | [ 13 ]                   |
| 7     | أشرف عيد محمد العجرمي       |                               | حكومة سلام فياض الأولى          | وزير شؤون الأسرى والمحررين      | 2007           | 19 مايو 2009             |                          |
| 8     | عيسى أحمد عبد الحميد قراقع  |                               | حكومة سلام فياض الثانية         | وزير شؤون الأسرى والمحررين      | 4 يونيو 2009   | 16 مايو 2012             | [ 14 ] [ 15 ]            |
| 8     | عيسى أحمد عبد الحميد قراقع  | حكومة سلام فياض الثالثة       | وزير شؤون الأسرى والمحررين      | 16 مايو 2012                    | 6 يونيو 2013   | [ 16 ]                   |                          |
| 8     | عيسى أحمد عبد الحميد قراقع  | حكومة رامي الحمد الله الأولى  | وزير شؤون الأسرى والمحررين      | 6 يونيو 2013                    | 19 سبتمبر 2013 | [ 17 ]                   |                          |
| 8     | عيسى أحمد عبد الحميد قراقع  | حكومة رامي الحمد الله الثانية | وزير شؤون الأسرى والمحررين      | 19 سبتمبر 2013                  | 2 يونيو 2014   | [ 18 ]                   |                          |
| 8     | عيسى أحمد عبد الحميد قراقع  | حكومة رامي الحمد الله الثالثة | رئيس هيئة شؤون الأسرى والمحررين | 2 يونيو 2014                    | 2018           | ليس عضوًا في مجلس الوزراء |                          |
| 9     | قدري أبو بكر                | حكومة رامي الحمد الله الثالثة | رئيس هيئة شؤون الأسرى والمحررين |                                 | 2018           | 1 يوليو 2023             | ليس عضوًا في مجلس الوزراء |
| 10    | قدورة فارس                  |                               | حكومة محمد اشتية                | رئيس هيئة شؤون الأسرى والمحررين | 7 أغسطس 2023   | 18 فبراير 2025           | ليس عضوًا في مجلس الوزراء |
| 11    | رائد أبو الحمص              |                               | حكومة محمد مصطفى                | رئيس هيئة شؤون الأسرى والمحررين | 18 فبراير 2025 |                          | ليس عضوًا في مجلس الوزراء |